# Thrandina parocula
Thrandina parocula är en spindelart som beskrevs av Maddison 2006. Thrandina parocula ingår i släktet Thrandina och familjen hoppspindlar. Inga underarter finns listade i Catalogue of Life.